# Храми Луцька

### Християнство
- Римсько-католицька церква
  - Монастир шариток (єпархіальне управління) (вул. Кафедральна, 17, 19)
  - Собор святих Петра і Павла (вул. Кафедральна, 6)    - Собор Святих Апостолів Петра і Павла
    - Дзвіниця колишнього Собору Святої Трійці

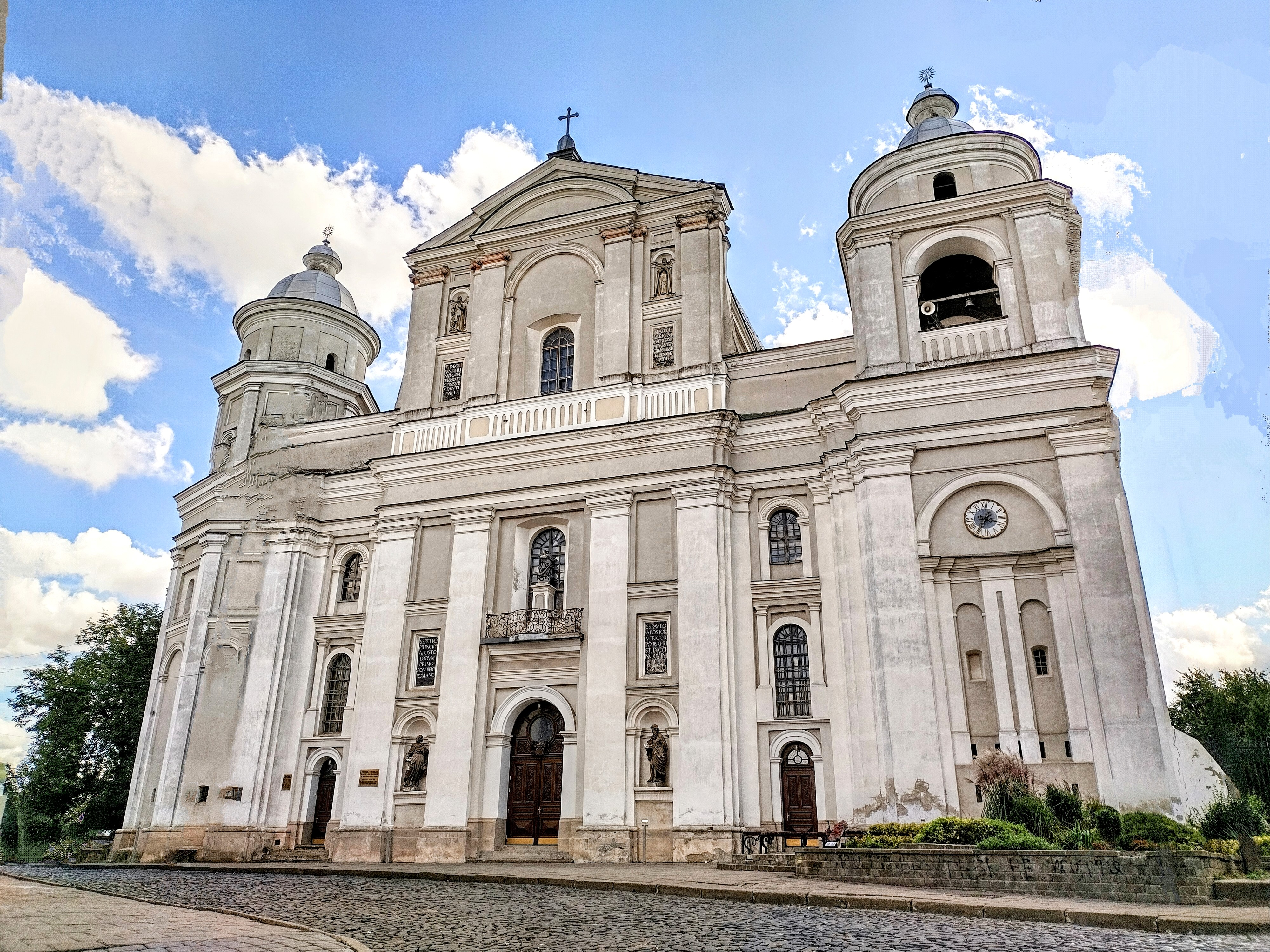
Собор Святих Апостолів Петра і Павла
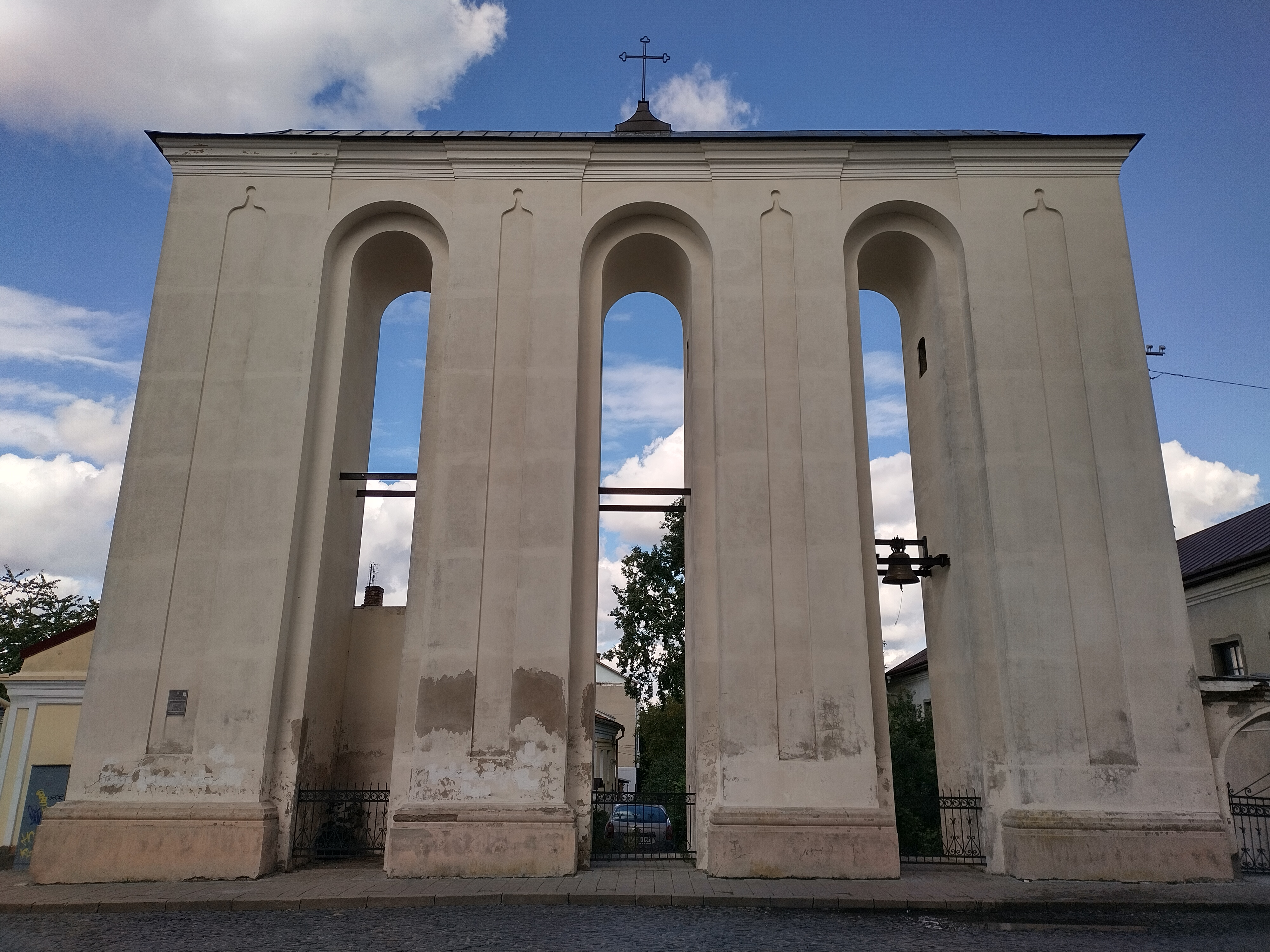
Дзвіниця колишнього Собору Святої Трійці

- Українська греко-католицька церква
  - Кафедральний собор Різдва Пресвятої Богородиці (вул. Львівська, 1б)
  - Монастир Святого Василія Великого (вул. Карпенка-Карого 5)
- УПЦ (МП)
  - Кафедральний собор Всіх Святих Землі Волинської (пр. Соборності, 39)
  - Собор Покрови Пресвятої Богородиці[1] (вул. Галшки Гулевичівни, 1)
  - Свято-Пантелеймонівська церква (вул. Галшки Гулевичівни, 1)
  - Кирило-Мефодіївська церква Волинської духовної семінарії (вул. Драгоманова, 26)
  - Свято-Іллінська церква (вул. Станіславського, 52а)
  - Церква Трьох Святителів (вул. Дубнівська, 52)
  - Церква Різдво-Богородична (вул. Ранкова, 24)
  - Церква Свято-Марії Магдалинівська (вул. Сєченова, 19б)
  - Церква Свято-Благовіщенська (вул. Конякіна, 1в)
  - Церква Свято-Воскресенська (вул. Сірої дивізії, 21а)
  - Церква Свято-Петропавлівська (вул. Рівненська, 50б)
  - Церква Волинської ікони Божої Матері (вул. Львівська, 71)
  - Церква Святої рівноапостольної княгині Ольги (вул. Селищна, 108)
- ПЦУ
  - Свято-Троїцький кафедральний собор (вул. Градний узвіз, 1)
  - Кафедральний собор Успіння Пресвятої Богородиці (пр. Відродження, 46)
  - Храм святого великомученика Дмитрія Солунського (вул. Наливайка, 2а)
  - Собор Холмської Богоматері (пр. Волі, 24)
  - Церква Святого Миколая Чудотворця (пр. Відродження, 46)
  - Свято-Феодосіївська церква (вул. Володимирська, 70б)
  - Церква Великомученика Юрія Переможця (вул. Стрілецька, 6)
  - Церква Свято-Хрестовоздвиженська[2] (вул. Данила Галицького, 2)
  - Церква Введення у Храм Пресвятої Богородиці (вул. Конякіна, 25в)
  - Волинське крайове братство Андрія Первозваного (вул. Йова Кондзелевича, 5)
  - Замковий Свято-Архангельський чоловічий монастир (вул. Кафедральна, 16)
  - Церква Святої Софії - Премудрості Божої (вул. Банкова, 9)
  - Церква Святих Віри, Надії, Любові та їх матері Софії (вул. Сагайдачного, 6)
  - Храм Святої Великомучениці Катерини (вул. Ветеранів, 1а)
  - Храм Святих Великомученика Димитрія та Мученика Нестора Солунських (вул. Мазепи, 38)
  - Храм Преподобного Іова Почаївського (бульвар Івана Газюка, 16)
  - Храм Святителя Іоанна Златоуста (вул. Дубнівська, 30д)
  - Жіночий монастир Святого Василія Великого (вул. Паркова, 2)
  - Храм Святого Архистратига Михаїла (вул. Героїв УПА, 73)
  - Свято-Михайлівський храм (вул. Героїв УПА, 62в)
  - Парафія Святого Архистратига Михаїла (вул. Івана Франка, 6)
  - Храм Ікони Божої Матері "Всецариця" (вул. Медична, 1)
  - Свято-Миколаївський храм (вул. Володимирська, 104д)
  - Храм Святого Іоанна Предтечі (вул. Гущанська)     - Галерея
    - Братська Хрестовоздвиженська церква
    - Собор Покрови Пресвятої Богородиці
    - Свято-Троїцький кафедральний собор
    - Свято-Петропавлівський храм
    - Церква Святих Віри, Надії, Любові та їх матері Софії
    - Храм Святої Великомучениці Катерини
    - Храм Святих Великомученика Димитрія та Мученика Нестора Солунських

- Вірменська апостольська церква

Галерея
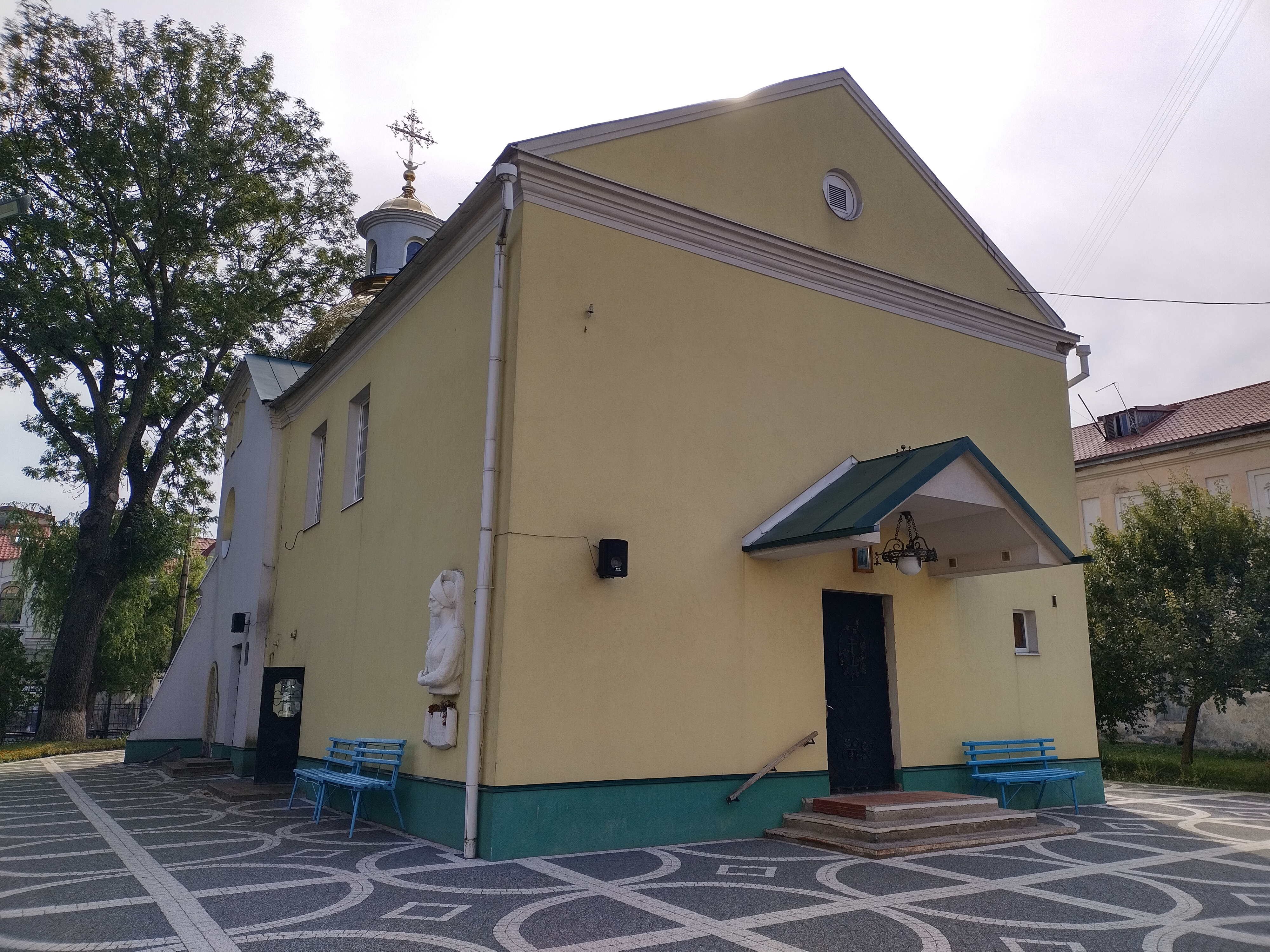
Братська Хрестовоздвиженська церква
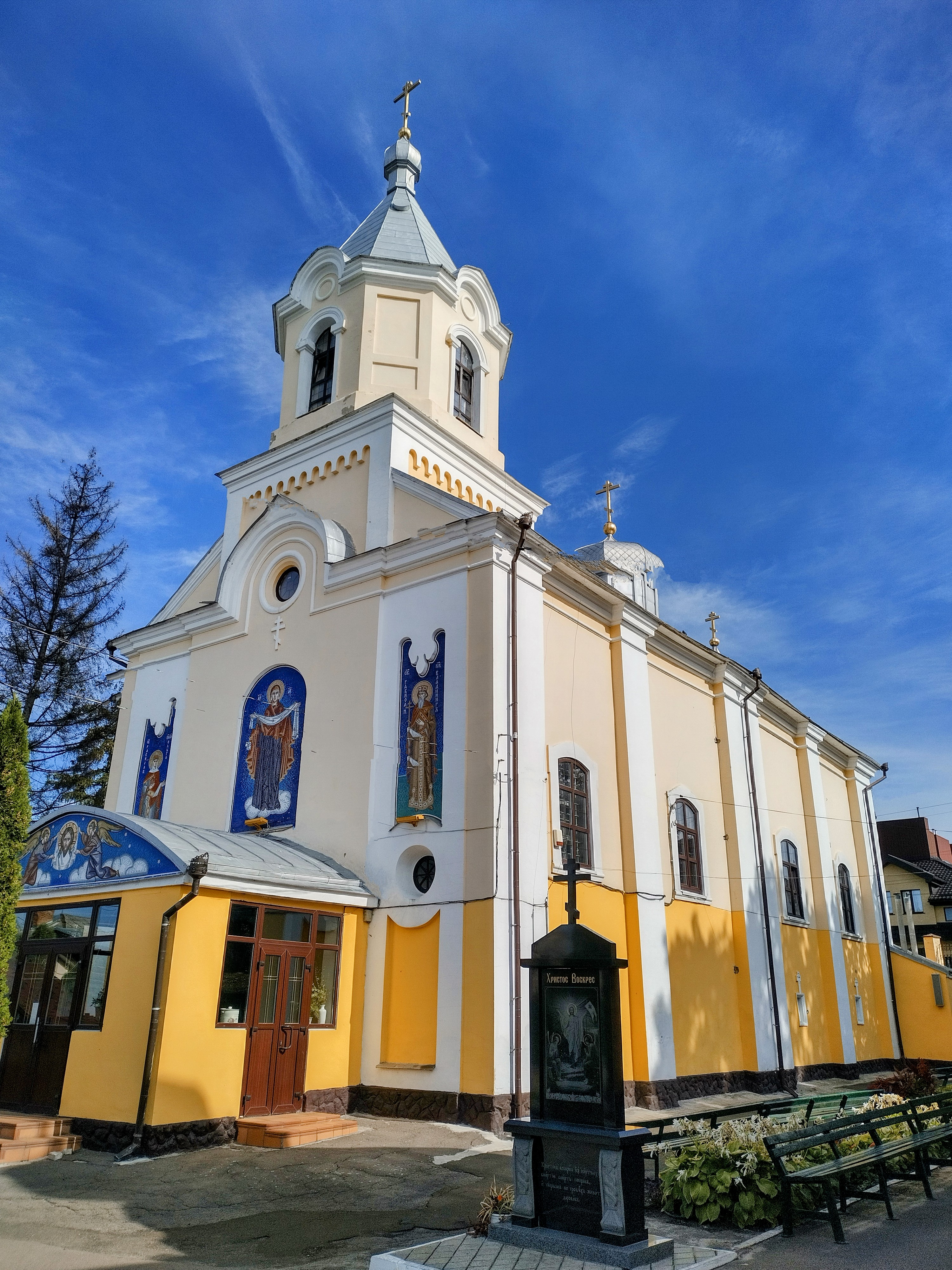
Собор Покрови Пресвятої Богородиці
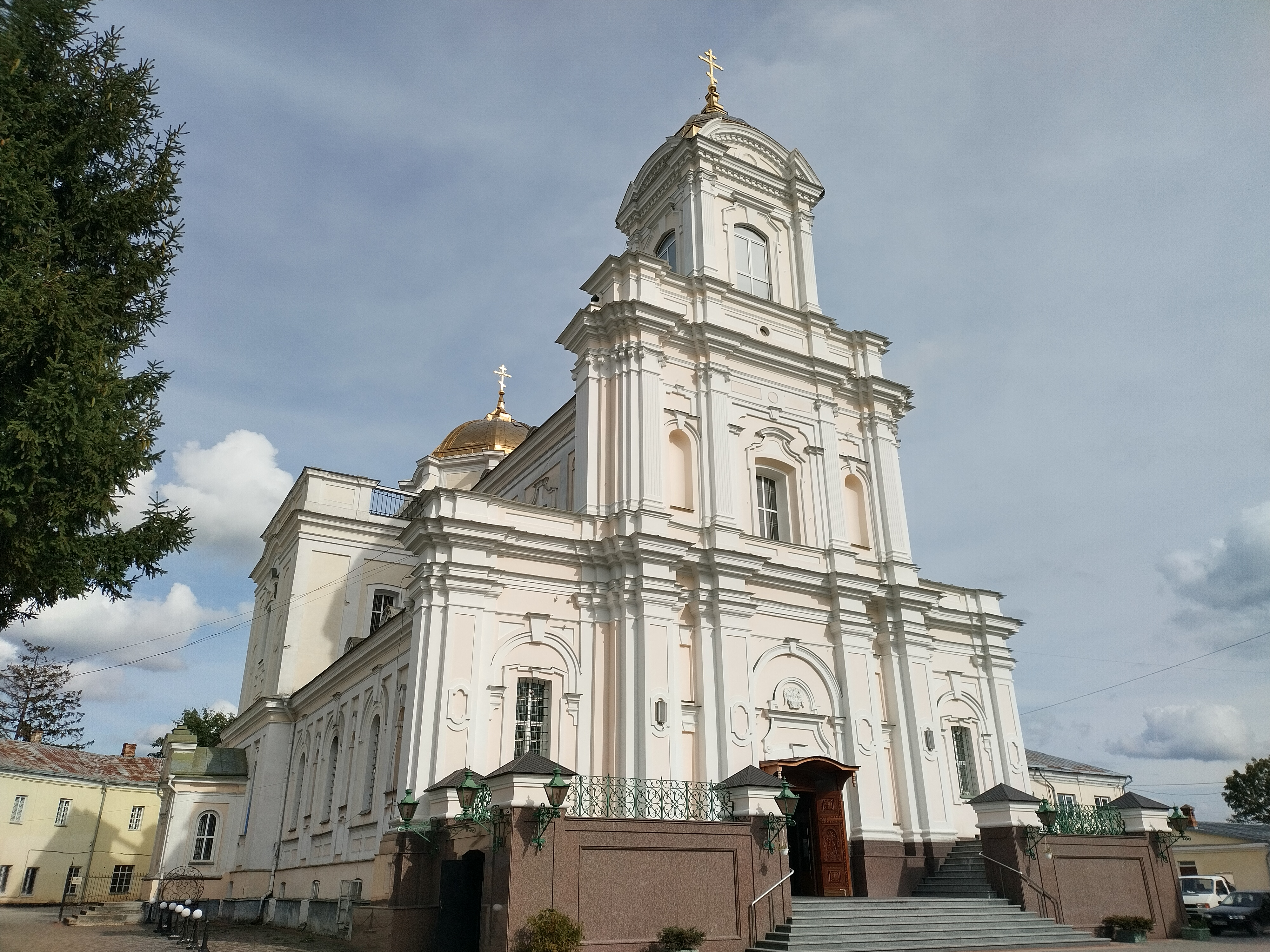
Свято-Троїцький кафедральний собор
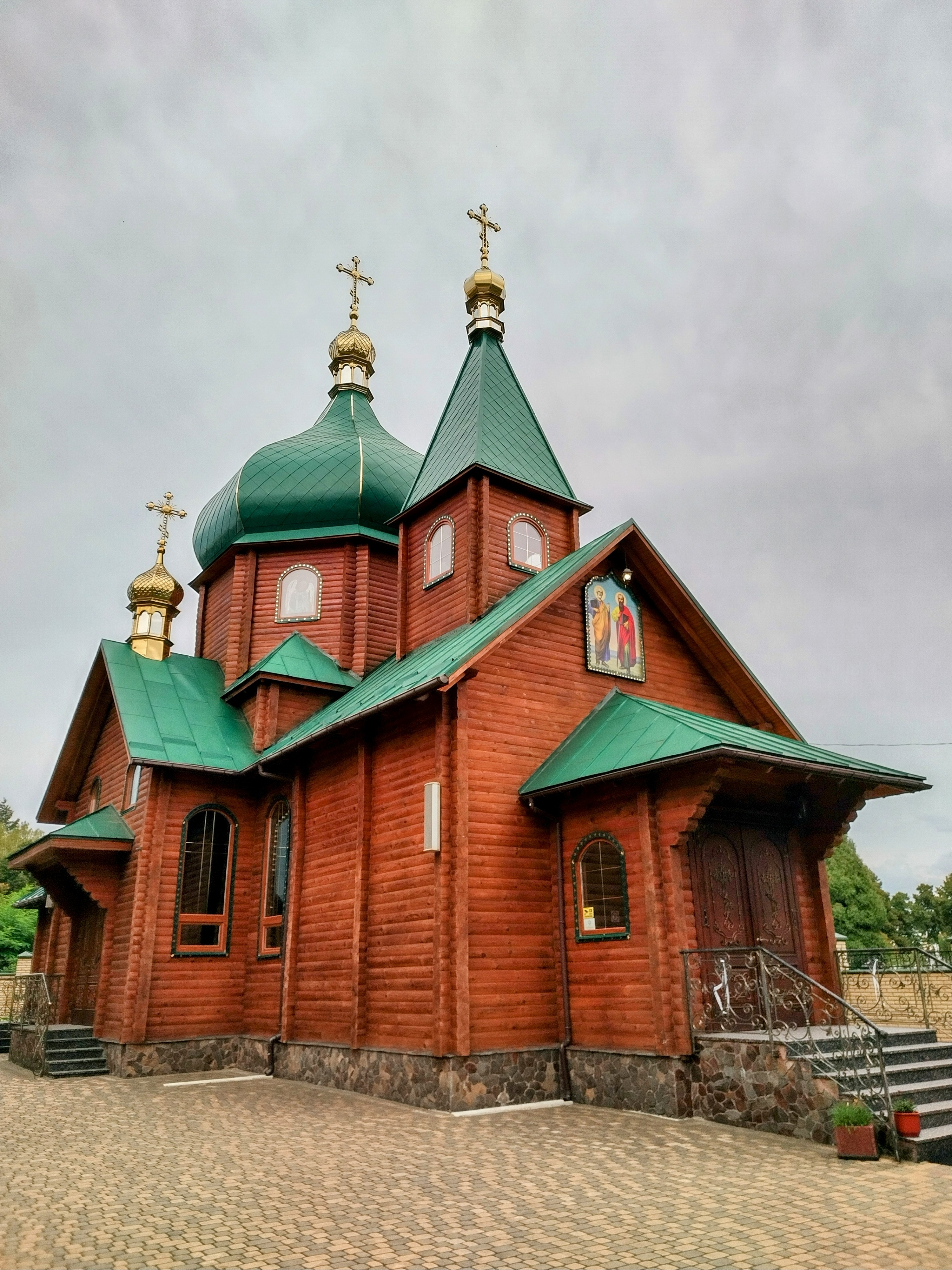
Свято-Петропавлівський храм
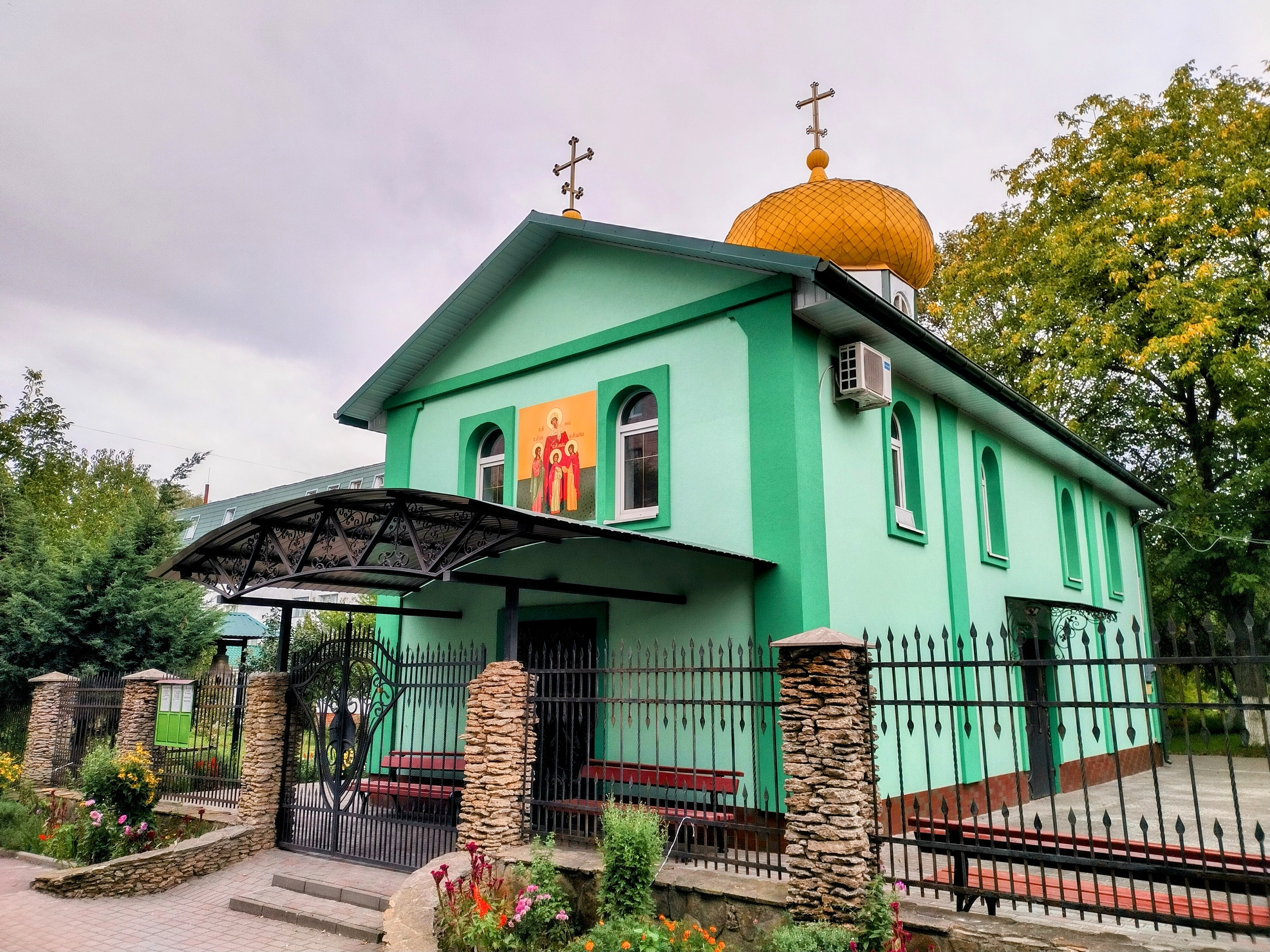
Церква Святих Віри, Надії, Любові та їх матері Софії
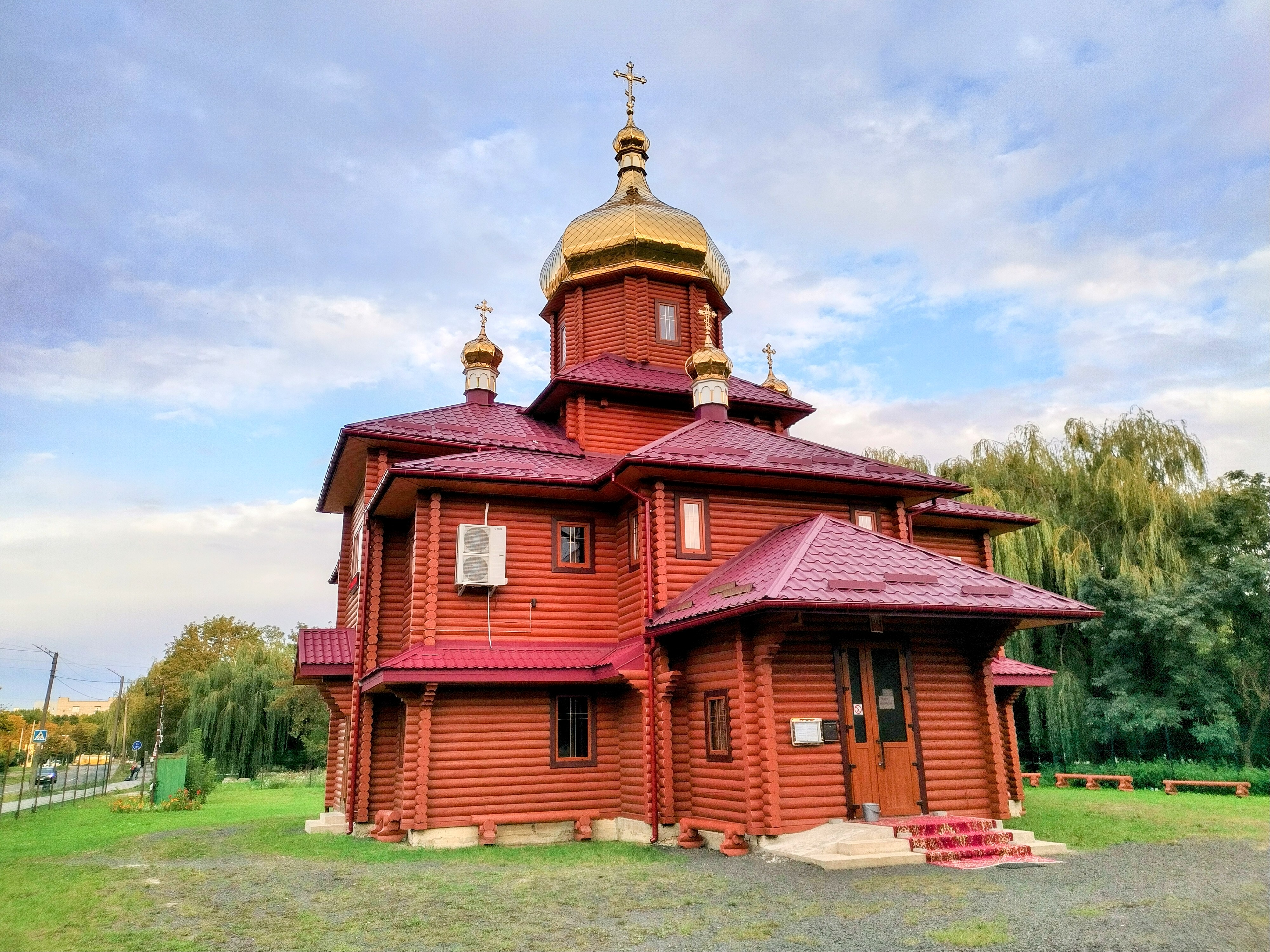
Храм Святої Великомучениці Катерини
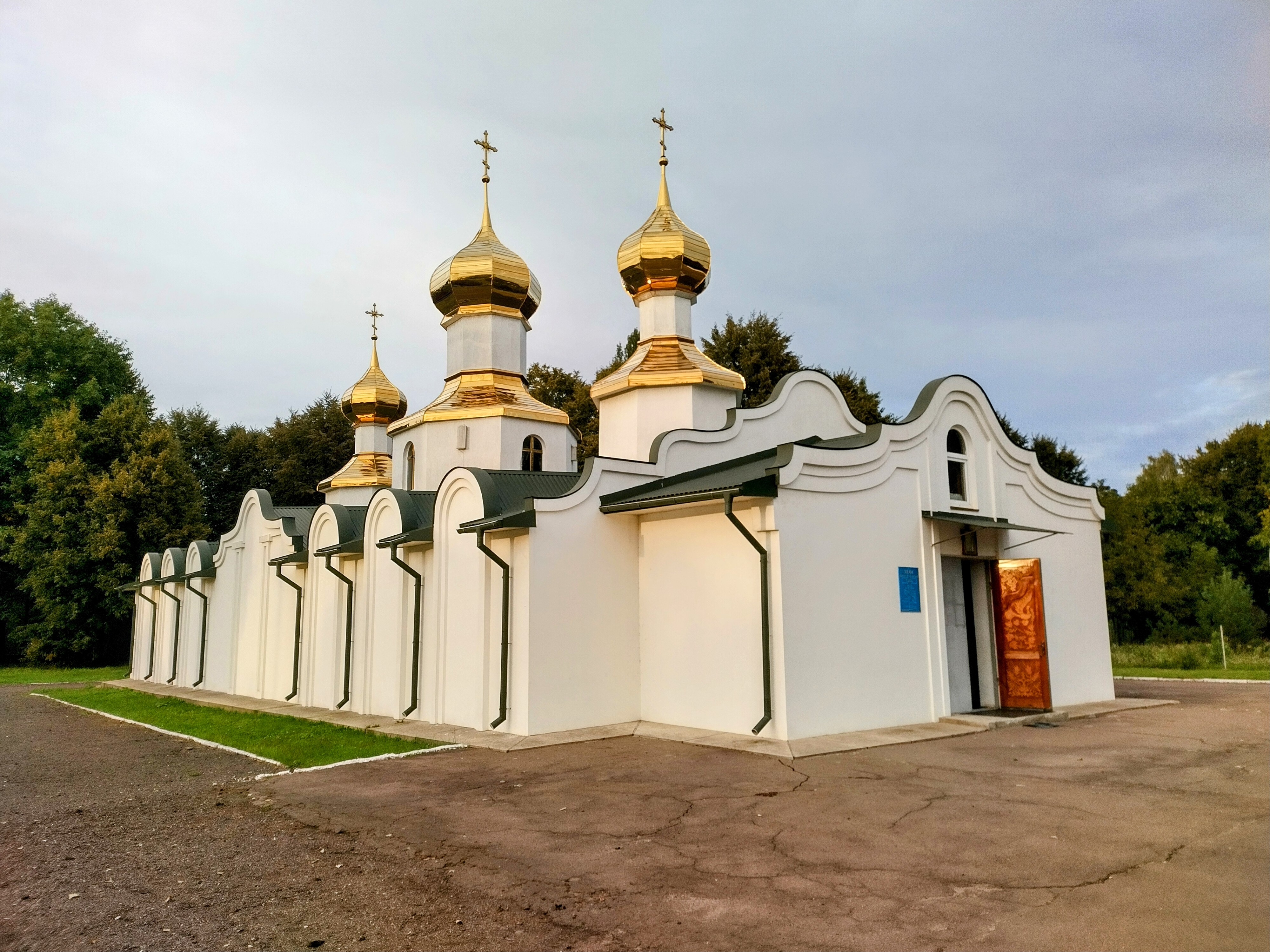
Храм Святих Великомученика Димитрія та Мученика Нестора Солунських

  - Планується будівництво храму на вулиці Потебні, 105.

- Протестантизм
  - Церква «Дім Євангелія» (Баптизм), (вул. Караїмська, 16)
  - Церква «Відродження» (Баптизм), (просп. Соборності, 26 а)
  - Євангельська церква «Фіміам» (Баптизм) (вул. Ярослава Мудрого, 15а)
  - Церква "Нове Життя" (Баптизм), (вул. Конякіна, 15а)
  - Церква «Христа Спасителя» (П'ятидесятництво) (вул. Княгині Ольги, 14а)
  - Церква "Віфанія" (П'ятидесятництво), (вул. Європейська, 4)
  - Церква Християн Віри Євангельської "Голгофа" (П'ятидесятництво), (пр. Соборності, 26а)
  - Церква Адвентистів сьомого дня (вул. Володимирська, 89б)
  - Церква Адвентистів сьомого дня "Ковчег" (вул. Назарія Яремчука 2б)
  - Церква "Царство Боже" (Євангелізм), (вул. Конякіна, 39а)    - Церква «Дім Євангелія»

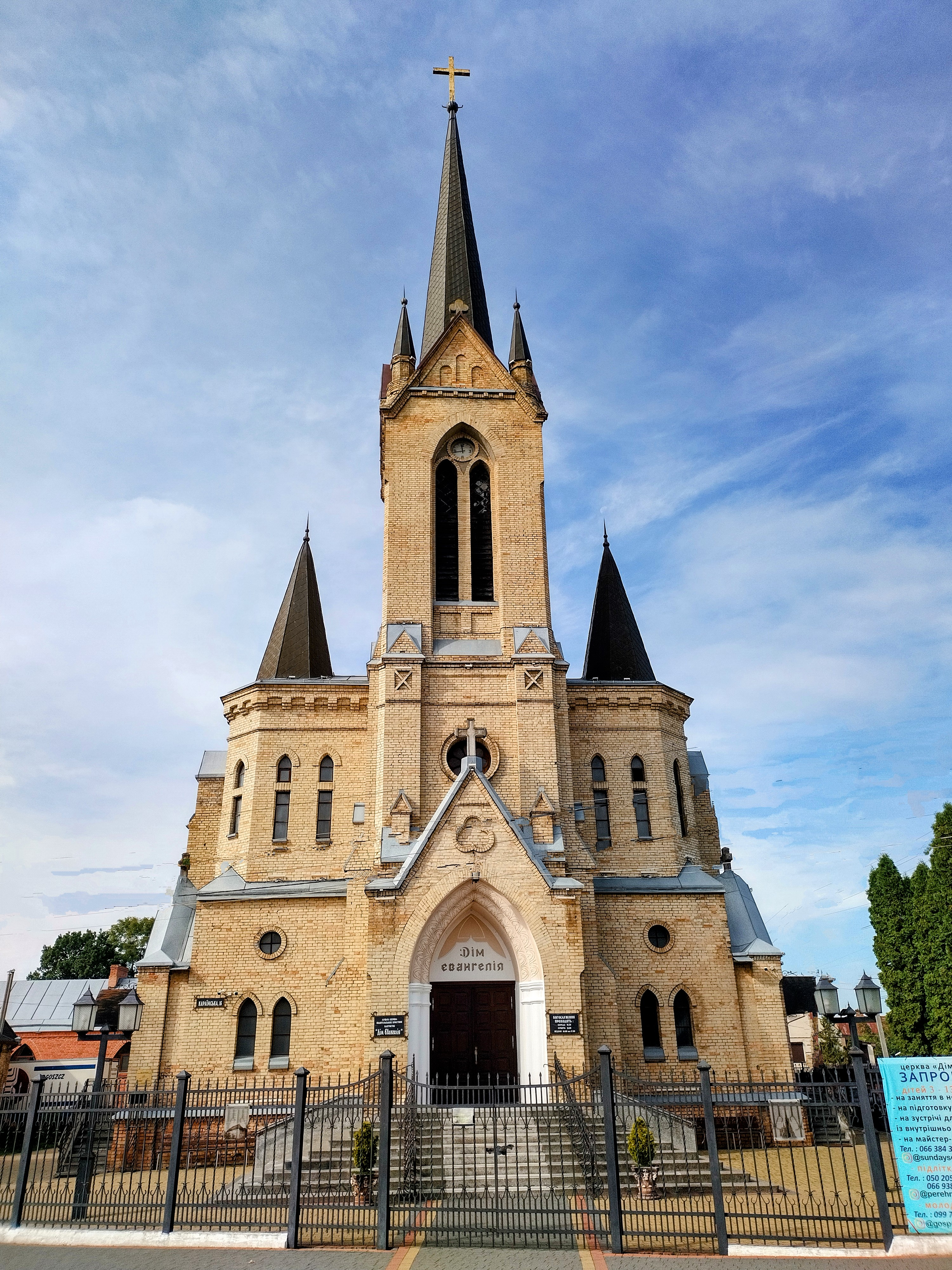
Церква «Дім Євангелія»

### Юдаїзм

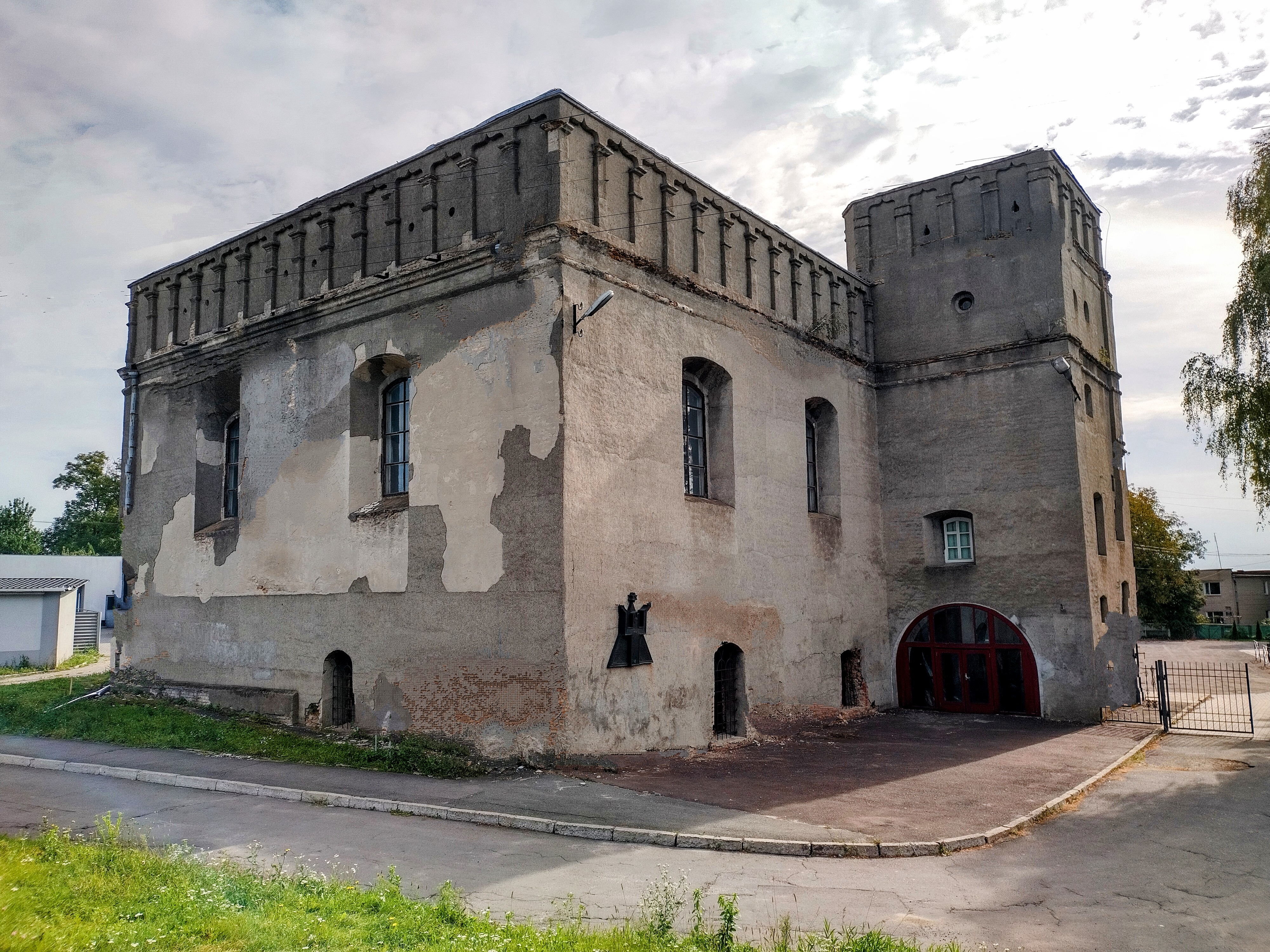
Велика синагога[3][4][5] (вул. Данила Галицького, 33)   - Велика синагога

### Іслам
- У Луцьку діє Мусульманська громада Духовного управління мусульман Криму (вул. Винниченка, 8а)